# 簇穗薹草
簇穗薹草（学名：Carex fastigiata）为莎草科薹草属的植物。分布在中国大陆的四川、云南等地，生长于海拔2,500米至3,600米的地区，多生于山谷、山坡或草地，目前尚未由人工引种栽培。